# Nacht van de popmuziek
Nacht van de Popmuziek was een interactief televisieprogramma dat werd gemaakt door de NTR met als presentator Matthijs van Nieuwkerk, sidekick Leo Blokhuis en verzamelaar Fenno Werkman. In 2024 werd bekendgemaakt dat het programma niet meer uitgezonden zal worden.

## Format
Het programma is begonnen in 2006, en bestaat uit archiefmateriaal over artiesten, (live)opnames van optredens en verhalen achter de gemaakte hits. Dit alles wordt ingeleid door "popprofessor" Blokhuis en aan elkaar gepraat door Matthijs van Nieuwkerk. De kijker kan via Twitter verzoekjes sturen en op de website via het tweede scherm, dat meeloopt met de uitzending, reageren op de uitzending maar ook achtergrondinformatie vinden en extra videomateriaal bekijken. Een nummer kan worden aangevraagd uit een lijst van 36.000 live-opnames, afkomstig uit het archief van VJ en verzamelaar Werkman, die zijn verzameling startte toen hij als fotograaf de wereld over reisde en filmopnames maakte tijdens optredens.